# 23. světové skautské jamboree
23. světové skautské jamboree se konalo u pláže Kirara v Jamaguči na západě Japonska od 28. července do 8. srpna 2015. Akce se zúčastnilo 33 628 skautů a vůdců (včetně 7 979 členů mezinárodního servis týmu (IST), kteří sloužili jako dobrovolníci). Tématem bylo 和 Wa: A Spirit of Unity – 和 znamená harmonii, jednotu nebo jednotnost, Wa je historický název pro Japonsko.

## Tábořiště
Místo, na kterém se jamboree konalo, je rovinatý pozemek o délce 2,8 km severojižním směrem a 1 km od východu k západu. Na místě se nachází přírodní park, kde je zachována původní volně žijící fauna. Každý rok navštíví pláž Kirara miliony volně žijících ptáků. Kromě toho bylo tábořiště vybaveno vodovodním a kanalizačním systémem, stejně jako sportovní halou a bazénem, které byly použity pro jednotlivé programy. Speciálně pro 23. jamboree byly dočasně postaveny dva supermarkety, nemocnice a aréna.
Na místo bylo možné se snadno dopravit letadlem a vlakem Šinkansen. Lokalita se nachází 30 minut od stanice Šin-Jamaguči na lince Šinkansenu, která je schopna převézt velké množství cestujících. V dosahu 2 hodin jsou čtyři mezinárodní letiště, z nichž Fukuoka a Kansai jsou umístěny na západ respektive na východ od tábořiště.
Na místě konání jamboree proběhlo několik kontrol vyslaných japonskou vládou i dalšími organizacemi. Místo je přibližně 1 200 km od Fukušimy, oblasti ovlivněné havárií elektrárny Fukušima, ale  inspekce dospěly k závěru, že místo je pro uspořádání jamboree bezpečné. Zástupci světové organizace skautského hnutí rovněž dospěli k závěru, že tábořiště je bezpečné.

## Ceremonie
Slavnostní otevření se konalo ve večerních hodinách 29. července 2015 a bylo živě vysíláno na internetu. Součástí zahájení bylo vztyčení vlajek všech přítomných skautských kontingentů, projev guvernéra prefektury Jamaguči Tsugumasa Muraoka a také promluvil předseda světového skautského výboru João Armando Gonçalves. Zábavné pořady zahrnovaly hru najdi rozdíly na obrazovkách, a tradiční hru na taiko bubny kapelou „da da da band“.
Závěrečný ceremoniál se konal ve večerních hodinách 7. srpna 2015 a byl také přenášen na internet.

## Aktivity
Aktivity zahrnovaly sekce Příroda, Kultura, Věda, Víra a přesvědčení, Globální rozvojová vesnice, Voda, Mír a Společenství.
- Voda – celodenní vodní aktivity jako plachtění, windsurfing, šnorchlování, rafting a rybolov probíhaly v bazénu a na nedalekém pobřeží. Jednou z akcí byla i návštěva japonského námořnictva a prohlídka flotily lodí.
- Společenství – celodenní akce, na které účastníci mohli porovnat svoji vlastní komunitu a jiné komunity. Účastníci se mohli zúčastnit spolupráce s místním lidmi a zažít pravé Japonsko.
- Mír – celodenní akce mimo tábořiště, při níž účastníci navštívili Hiroshima Peace Memorial Museum asi dvě hodiny jízdy autem od tábořiště, kde se mohli vcítit do historie 6. srpna 1945.[7] 6. srpna se dva účastníci z každého národního kontingentu zúčastnili obřadu v Hirošimě u příležitosti 70. výročí atomového bombardování Hirošimy a Nagasaki.[8]
- Globální rozvojová vesnice (Global Development Village – GDV) byl program na tábořišti, který se pokusil mezi účastníky zvýšit povědomí o globálních otázkách, jako jsou mír, životní prostředí, rozvoj, lidská práva a zdraví. Vzhledem k tomu, že se 23. jamboree konalo v Japonsku, bylo GDV zaměřeno na zmírňování následků katastrof a světový mír: World Scout Committee požaduje aktivní zapojení agentur OSN, nevládních a neziskových organizací.
- Příroda – celodenní program snažící se podporovat lepší pochopení okolní přírody a hodnoty životního prostředí; konal se poblíž Jamaguči, kde se nachází jeskyně Kirarahama.
- Kultura – „Křižovatka kultur“ (Crossroads of Culture – CRC) byla aktivita na podporu výměny a respektování různých kultur mezi účastníky. Tato událost měla také program zaměřený na prohloubení kulturního porozumění Japonsku, od jeho tradiční kultury k soudobé pop kultuře.
- Věda – program na tábořišti, který byl zaměřen na porozumění pokroku ve vědě a technologii, na výhody a problémy spojené s vědou. Tento program poskytl i poučení o vývoji palivového článku a dalších zdrojů energie pro budoucí řešeníekologických problémů, robotiky a automobilových technologií.

## Účastníci
| [ 9 ]           | Muži   | Ženy   | Celkem |
| --------------- | ------ | ------ | ------ |
| Skautů          | 14 144 | 8 752  | 22 896 |
| Vedoucích       | 1 795  | 958    | 2 753  |
| IST             | 4 539  | 2 455  | 6 994  |
| Tým kontingentů | 703    | 282    | 985    |
| Celkem          | 21 181 | 12 447 | 33 628 |